# توماس بیلی آلدریچ
توماس بیلی آلدریچ (انگلیسی: Thomas Bailey Aldrich؛ ۱۱ نوامبر ۱۸۳۶ – ۱۹ مارس ۱۹۰۷) یک نویسنده، شاعر، پدیدآور، و رمان‌نویس اهل ایالات متحده آمریکا بود.